# Perdita percincta
Perdita percincta är en biart som beskrevs av Timberlake 1968. Perdita percincta ingår i släktet Perdita och familjen grävbin. Inga underarter finns listade i Catalogue of Life.